# Bindegewebsmassage
Die Bindegewebsmassage (BGM), auch subkutane Reflextherapie (SRT) genannt, wurde 1929 von Elisabeth Dicke begründet. Es handelt sich um eine Massage, die als Neuraltherapie auf dem Konzept der Headschen Zonen basiert. Es werden hierbei Haut-, Unterhaut und Faszientechnik zur Behandlung der Bindegewebszonen eingesetzt. Über den kuti-viszeralen Reflexbogen wird dabei eine nervös-reflektorische Reaktion auf innere Organe, den Bewegungsapparat und die Haut ausgelöst.
Die Bindegewebsmassage wird hauptsächlich eingesetzt, um spinale und periphere Gelenkfunktionsstörungen, Arthrose und rheumatische Erkrankungen, Nervenwurzelschmerzen, Ischialgien und Neuralgien zu behandeln.
Eine Sonderform ist die so genannte Segmentmassage (SM), beruhend auf der Bindegewebsmassage nach Dicke und Leube als Form der Segmenttherapie, bei der einzelne Körpersegmente mit Haut-, Unterhaut- oder Faszientechnik bearbeitet werden. Diese Griffe werden vom Patienten als helles Schneidegefühl wahrgenommen. Die lokale Reaktion besteht aus einer Mehrdurchblutung des Gewebes.

## Ziele
Die therapeutische Bedeutung der Bindegewebsmassage besteht in der Möglichkeit, Einfluss auf vegetative Regulationsmechanismen zu nehmen. Über den kuti-viszeralen und kuti-kutanen Reflexbogen erfolgt eine Tonusnormalisierung sowohl der Bindegewebsspannung, als auch der inneren Organe, der Muskulatur, Nerven und Gefäße.
Im Behandlungsbereich erfolgt über die Detonisierung der peripheren Blutgefäße zunächst eine lokale Durchblutungssteigerung. Diese Hyperämie stellt die erste Reaktion da. Im behandelten Hautareal kommt es im Behandlungsverlauf zu einer Normalisierung der Gewebeelastizität.
Über den Reflexbogen werden zudem Organfunktionen im Sinne von Vasomotorik,
Sekretion und Motilität normalisiert.
Bei funktionellen Schmerzsyndromen ist eine schmerzlindernde Wirkung möglich.

## Bindegewebszonen
Die Bindegewebszonen sind weitgehend mit den Headschen Zonen identisch.
Charakteristisch an ihnen ist, dass sie keine spontanen Beschwerden
verursachen. Erst beim Ertasten und Behandeln treten sie schmerzhaft in Erscheinung. Sie weisen eine erhöhte Spannung auf und haben eine verminderte Verschiebbarkeit.
Folgende Bindegewebszonen gibt es (von kranial nach kaudal):
Kopfzonen, Bronchialzone, Armzone, Magenzone, Leberzone, Herzzone, Nierenzone, Darmzone, Genitalzone, Blasenzone sowie Venen-Lymphzone.

## Durchführung

### Befund
Ausgangspunkt einer jeden Behandlung ist eine ganzkörperliche Betrachtungsweise. Im Mittelpunkt der Befunderhebung steht die Hautfaltentastung nach Kibler, die Häfelin als Erster ab dem Jahre 1980 im Verlauf der Benninghoffschen Spaltlinien erarbeitet hat. Er geht davon aus, dass die subkutanen Störungen des ganzen Körpers (Subcutane Turgorveränderungen, Adhäsionen, Narbenstörungen und Sensibilitätsstörungen) untereinander korrespondieren. Speziell für die Lösung von Adhäsionen hat Häfelin ab 1975 die Subcutane Petrissage entwickelt. Zur Weiterentwicklung der Bindegewebsmassage siehe: Subcutane Reflextherapie nach Häfelin.

### Arbeitsgänge
Bei der Bindegewebsmassage nach Elisabeth Dicke wird nach einem strengen Behandlungsaufbau vorgegangen. Die Behandlung beginnt stets mit dem Kleinen Aufbau. Darunter versteht man Arbeitsgänge in der Beckenregion. Nach wenigen Behandlungen werden die einzelnen Striche auf den ganzen Rücken und später unter Einbeziehung des Bauches als Großer Aufbau ausgeführt.

### Therapieverlauf
Behandlungsbeginn: In der Regel kleiner Aufbau, im Bereich des kaudalen Rückenabschnitts (Kreuzbein) beginnend.
Behandlungsdauer: 10-30 min, in den ersten Behandlungen länger.

## Techniken
- Flächige Techniken: Flächiges Verschieben des Unterhautgewebes mit Daumen und Fingerkuppen
- Hauttechnik: Flächiges oberflächliches Verschieben in der oberflächlichen Verschiebeschicht der Haut.
- Unterhauttechnik erfordert stärkeren Zug. Dabei gilt, je höher die Spannung, desto kürzer die Arbeitsgänge
- Faszientechnik am Faszien- und Muskelrand. An den Faszienrändern mit den Fingerkuppen mit kurzen Arbeitsgängen „anhaken“. Der Zug ist hier am stärksten.

## Reaktionen
Während der Behandlung sollte der Patient ein helles, klares Schneidegefühl in dem behandelten Gewebsbereich verspüren. Dabei gilt: je höher die Gewebsspannung, desto größer das Schneidegefühl.
Des Weiteren kommt es zu einer temporären Quaddelbildung.

## Indikationen
Indikationen der Bindegewebsmassage:
- Erkrankungen des Bewegungsapparates: WS-Syndrome, Arthrosen, rheumatische Erkrankungen, nach Traumen
- Erkrankungen der inneren Organe: Atemwegserkrankungen, Erkrankungen der Verdauungsorgane, Erkrankungen im urogenitalen Bereich u. a. Entzündungen
- Gefäßerkrankung: Funktionelle arterielle Durchblutungsstörungen, Arteriosklerose, Migräne, Postthrombotisches Syndrom
- Neurologische Störungen: Paresen, Spastiken, Neuralgien
- Stress
- Morbus Sudeck

## Kontraindikationen
- Akute Entzündungen
- Akuter Asthmaanfall
- Herzerkrankungen
- Tumoren
- Akutes Fieber
- Akute Verletzungen (z. B. Rupturen)
- Myositis
- Akute Thrombosen
- offene Wunden